# Internetworking Management System
Internetworking Management System (IMS) – ogólna nazwa systemu zarządzania sieciami komputerowymi, zapewniającego zdalne diagnozowanie sieci oraz rozwiązywanie problemów poprawnej pracy sieci rozległych WAN przez administratora sieci.